# Gene Autry and The Mounties
Gene Autry and The Mounties è un film del 1951 diretto da John English.
È un western statunitense con Gene Autry, Elena Verdugo, Carleton Young e Richard Emory.

## Produzione
Il film, diretto da John English su una sceneggiatura di Norman S. Hall, fu prodotto da Armand Schaefer per la Gene Autry Productions e girato a Big Bear Lake e nei pressi del Cedar Lake (Big Bear Valley, San Bernardino National Forest) e nel ranch di Corriganville a Simi Valley, California, da inizio giugno a metà giugno 1950. Il titolo di lavorazione fu Gene Autry and the Royal Mounted.

## Distribuzione
Il film fu distribuito negli Stati Uniti dal 30 gennaio 1951 al cinema dalla Columbia Pictures.
Altre distribuzioni:
- nelle Filippine l'8 aprile 1952

## Promozione
Le tagline sono:
- GENE AND CHAMPION HELP STAMP OUT REBELLION IN CANADA'S VIOLENCE-RIDDEN BACKWOODS---as Gene fights for a Mountie's girl---a headstrong boy---and an outlaw dog!
- Gene and Champion ride with the mounties!